# Испойнен
И́спойнен (фин. Ispoinen, швед. Ispois) — один из районов города Турку, входящий в округ Скансси-Уиттамо.

## Географическое положение
Район расположен к юго-востоку от центральной части Турку, гранича с Уиттамо и Илпойненом.

## Население
В 2004 году население района составляло 480 человек, из которых дети моложе 15 лет составляли 17,50 %, а старше 65 лет — 17,08 %. Финским языком в качестве родного владели 91,88 %, шведским — 7,71 %, а другими языками — 0,42 % населения района.